# Hedegårdsskolen
Hedegårdsskolen er en kommunal folkeskole i Ballerup Kommune, og dækker området Hedegården, samt villaområderne på Vårbuen, Sommerbuen, Høstbuen og Vinterbuen også i Ballerup. Den er medlem elevorganisationen Danske Skoleelever.
Halvdelen af skolen blev brændt ned i 1998, ved at der var sat ild til en læsebog. Den del af skolen der ikke brændte, fik i efteråret 2013 nye vinduer og samt LED-lamper, som er tilpasset lysstyrken udenfor.
I august måned 2014 vandt skolens pigefodboldhold Ekstra Bladets Skolefodboldturnering med en 18-0 sejr over Højagerskolen.
 Der er for få eller ingen kildehenvisninger i denne artikel, hvilket er et problem. Du kan hjælpe ved at angive troværdige kilder til de påstande, som fremføres i artiklen.

|  | Denne artikel om en bygning eller et bygningsværk kan blive bedre, hvis der indsættes et (bedre) billede. Du kan hjælpe ved at afsøge Wikimedia Commons for et passende billede eller lægge et op på Wikimedia Commons med en af de tilladte licenser og indsætte det i artiklen. |

| Skole | Spire Denne artikel om en skole, en uddannelsesinstitution eller uddannelse er en spire som bør udbygges. Du er velkommen til at hjælpe Wikipedia ved at udvide den. |

55°43′12″N 12°21′30″Ø / 55.71988°N 12.35837°Ø